# Hyalogryllacris biloba
Hyalogryllacris biloba är en insektsart som först beskrevs av Heinrich Hugo Karny 1929.  Hyalogryllacris biloba ingår i släktet Hyalogryllacris och familjen Gryllacrididae. Inga underarter finns listade i Catalogue of Life.